# André Bikey
André Stéphane Bikey-Amougou (Douala, 8 de janeiro de 1985) é um futebolista camaronês. Atualmente, é o treinador adjunto de José Gomes no Marítimo de Portugal.

## Carreira
Bikey integrou o elenco da Seleção Camaronesa de Futebol Feminino, nas Olimpíadas de 2008. 